# Aharon David Gordon

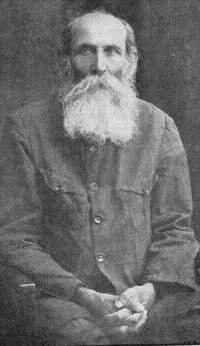
Aharon David Gordon

Aharon David Gordon (* 9. Juni 1856 in Trojanow bei Schytomyr/Russisches Kaiserreich (heutige Ukraine); † 22. Februar 1922 im Kibbuz Degania) war ein hebräischer Schriftsteller und ein Zionist von Chibbat Zion. Mit der physischen Arbeit, die er persönlich leistete, erlangte er die Rolle eines führenden Intellektuellen des Jischuv. Eine Teilung des Landes und ein Zusammenleben mit der nichtjüdischen Bevölkerung Palästinas lehnte er ab. Gordon vertrat die Auffassung, dass das Land jenen gehören solle, die am meisten fähig seien, dafür zu leiden.

## Leben
Gordon stammte aus einer wohlhabenden orthodoxen jüdischen Familie im Russischen Reich. Sein Großvater war ein bekannter jüdischer Gelehrter, und sein Vater war bei einem einflussreichen Verwandten, Baron Joseph Günzburg (1812–1878), angestellt. Gordon erlernte bei Privatlehrern den Talmud, die Bibel und hebräische Grammatik sowie Russisch und weltliche Fächer als Autodidakt. Als einziges von fünf überlebenden Geschwistern beschloss er, sich gegen den Willen seiner Eltern für die Musterung als Soldat in der russischen Armee zu melden, wurde aber für dienstuntauglich befunden. Nach seiner Heirat erhielt er eine Anstellung in der Finanzverwaltung des Grundbesitzes von Baron Günzburg, die er mit Unterbrechungen während 23 Jahren innehielt. Zunächst stand er der modernen hebräischen Literatur ablehnend gegenüber, hauptsächlich wegen der feindseligen Einstellung zahlreicher Schriftsteller zur jüdischen Tradition. Als 1903 das Dorf, in dem Gordon arbeitete, an einen neuen Eigentümer verkauft wurde, verlor er seine Stelle und beschloss, nach Erez Israel auszuwandern. 1904 unternahm er die Reise allein; seine Frau und seine Tochter folgten ihm nach fünf Jahren.
Obwohl er bei seiner Auswanderung 48-jährig war und noch nie körperliche Arbeit geleistet hatte, bestand er nun darauf, im Schweiße seines Angesichts den Boden zu bearbeiten. In Palästina führte er ein hartes Leben als Arbeiter in den Weinbergen und Orangenhainen von Petach Tikwa und Rischon LeZion und nach 1912 in verschiedenen Dörfern in Galiläa. 1909 begann er, zahlreiche Artikel zu veröffentlichen, von denen die meisten von der Zeitung der Partei HaPoel HaZair („Der junge Arbeiter“), einer Vorläuferin der Histadrut, veröffentlicht wurden.
Gordon nahm zwar als Delegierter am 11. Zionistenkongress 1913 und an der Konferenz von Ha-poel ha-zair 1920 in Prag teil, war aber niemals an Angelegenheiten des politischen Zionismus um ihrer selbst willen interessiert. Er glaubte, dass das jüdische Volk nur durch Bestrebungen des Einzelnen, sich selbst zu ändern, gerettet werden könnte. Deshalb begeisterte er sich weder für die Balfour-Deklaration noch für die Jüdische Legion im Ersten Weltkrieg. Obwohl er keine offizielle Stellung bekleidete, übte er durch seine Schriften und seinen persönlichen Einsatz weltweiten Einfluss auf die jüdische Arbeiterbewegung aus. Der jüdische Jugendverband Gordonia, der 1925 gegründet wurde, ist nach ihm benannt und beruht im Wesentlichen auf seinen Ideen. Seine letzten Lebensjahre verbrachte er im Kibbuz Degania am See Genezareth.

## Gedankengut
Gordons Weltanschauung gründet in der Überzeugung, dass der Kosmos eine Einheit bildet, dass Natur und Mensch eins sind und dass alle Menschen einen organischen Teil des Kosmos bilden. Die Bildung des Menschen erfolgt durch den Kosmos auf zwei verschiedene Arten: durch das Wissen des Menschen über die Welt und durch seine intuitive Wahrnehmung der Welt, die niemals ins Bewusstsein dringen kann, jedoch gelebt werden kann. Was wir wissen, ist nur ein Bruchteil von dem, was wir sind. Gordon war sich bewusst, dass durch seine Theorie eine Dichotomie zwischen rationalem „Wissen“ und „Leben“ geschaffen wird. Er verglich diesen Dualismus mit der Beziehung zwischen der Flamme und dem Öl in einer brennenden Lampe. Bewusstsein, Erkenntnis und Wissen sind die Flamme, die vom Leben selbst als Öl genährt wird. Der Intellekt erreicht Klarheit, indem er sein Licht auf einen bestimmten Sektor der Realität richtet. Für diese Anstrengung muss jedoch ein Preis bezahlt werden: die lebendige Beziehung zwischen dem untersuchten Sektor und der Gesamtheit des Kosmos wird abgebrochen. Je mehr ein Mensch die Natur mit seinem Wissen durchdringt, desto weniger kann er sie mit seinem ganzen Wesen erleben. Doch die Quelle unserer tiefsten Gewissheiten ist nicht das angehäufte Wissen, sondern das Leben selbst. Der Intellekt ist zwar eine wichtige Waffe im Überlebenskampf, neigt aber dazu, den Menschen von der Gesamtheit des Kosmos zu isolieren und zu entfremden.
In dieser Spannung entdeckt Gordon die Quelle der Religion. Durch die Religion beginnt der Mensch, sich wiederum als organischen Teil der Schöpfung zu fühlen. Gott lässt sich nicht durch den Intellekt erfassen, doch der Mensch kann zu ihm in einer unmittelbaren lebendigen Beziehung gelangen. Mit dem Psalmisten sagt Gordon: „Meine Seele dürstet nach Gott, dem lebendigen Gott.“
Gordons Freunde konnten seine religiösen Beweggründe schwer nachvollziehen. Für die sozialistischen Pioniere des frühen 20. Jahrhunderts war Religion ein verknöchertes, bedeutungsloses, vergangenes Phänomen geworden. Gordon versuchte diese Einwände mit einem Hinweis auf den Unterschied zwischen Form und Inhalt zu entkräften. Er gab zu, dass im formalen Bereich die Religion viel von ihrer Lebenskraft verloren habe. Religiöse Formen werden auf Kosten des Inhalts als heilig und unveränderlich erklärt. Doch der Inhalt der Religion entsteht im religiösen Individuum als Ausdruck seines Sinns für kosmische Einheit und Zweckbestimmung. Gordon ist der Meinung, dass religiöses Denken in der Gegenwart zwar abgestorben sein mag, Gott selbst jedoch niemals tot sein kann. Er ist ein verborgenes Mysterium, dem wir in all unseren Erfahrungen begegnen. Die wahre Religion liegt in der Zukunft.
Für den Menschen, der in der Stadt lebt, ist die Quelle zu dieser Verjüngung abgebrochen. Die Natur ist nicht mehr Quelle der inneren Erneuerung, sondern wird auf Mengen von Korn oder Holz reduziert, die verkauft und gekauft werden. So werden auch die Beziehungen mit anderen Menschen und Dingen rein utilitaristisch. In einer solchen Atmosphäre kann keine authentische Religion existieren. Die Aufgabe des Intellekts liegt nicht darin, die Intuition zu besiegen, sondern ihr Diener – ihr Schamasch – zu sein. Die Erlangung eines Gleichgewichts zwischen Herr und Diener lässt sich nur durch die Wiederaufnahme einer direkten Beziehung mit der Natur erreichen. Unsere Straße führt zur Natur über das Medium der körperlichen Arbeit.
Gordon stand dem Sozialismus in seiner marxistischen Form ablehnend gegenüber. Für ihn war Marxismus ein reines Produkt des Intellekts, dessen Ziel in der Neuorganisation der sozialen Ordnung, nicht in der Erneuerung des menschlichen Geistes besteht. Der Marxismus sucht durch eine Änderung des Regimes den Menschen zu ändern, anstatt den umgekehrten Weg einzuschlagen.
Gordon benutzt die Wendung am-adam („Menschheitsvolk“, „Volk, das die Menschheit verkörpert“), um seine Gedanken über die Bedeutung des Volks zur Erfüllung des menschlichen Schicksals auszudrücken. (Die hebräische Übersetzung der Wendung „Menschheitsvolk“ oder „Volk, das die Menschheit verkörpert“ lautet „עם-אדם“.) Der Mensch ist nach dem Ebenbild Gottes geschaffen, und Gordon fügt hinzu, dass auch das Volk im Ebenbild Gottes geschaffen werden muss. Kein Volk darf sich jemals
erlauben, sich selbst über die Moral zu stellen. Ein Volk verkörpert die Menschheit nur insoweit, als es dem moralischen Gesetz gehorcht. So hat Gordons Kosmo-Nationalismus universalistische Auswirkungen, und hier liegt für Gordon auch die Herausforderung für das jüdische Volk in Israel. Der entscheidende Test dabei liegt für ihn in der Haltung der Juden gegenüber den Arabern:
 Unsere Haltung ihnen gegenüber muss von Menschlichkeit geprägt sein, von moralischem Mut, der sich auf der höchsten Ebene hält, auch wenn das Verhalten der anderen Seite durchaus nicht ideal erscheint. Ihre Feindschaft ist umso mehr ein Grund für unsere Humanität.

## Schriften
Gordons Schriften sind unter dem Titel Ketawim 1951–54 in drei Bänden einschließlich einer Biographie erschienen.
- Aharon David Gordon: Erlösung durch Arbeit : ausgewählte Aufsätze. Übersetzung aus dem Hebräischen und Einleitung Viktor Kellner. Berlin : Jüdischer Bücherbund, 1929
- Aharon Daṿid Gordon: Auswahl aus seinen Schriften : nach der von N. Tradjon unter Mitwirkung von E. Schochat bearbeiteten hebräischen Ausgabe. Übersetzung aus dem Hebräischen Viktor Kellner. Berlin : Jüdischer Verlag, 1937